# Зелёный Клин (Оренбургская область)
Зелёный Клин — микрорайон города Соль-Илецк Оренбургской области России. Расположен в западной части города, на границе с Соль-Илецким районом.
Также называется улица в микрорайоне Восточный, переулок в микрорайоне Западный.

## География
Зелёный Клин отделён от центральной части Соль-Илецка долиной реки Елшанка. На севере отделён железной дорогой от станции Илецк Второй и посёлка Кирпичный Завод Соль-Илецкого района.

### Климат
Климат континентальный с холодной часто малоснежной зимой и жарким, сухим летом. Средняя зимняя температура −15,8 °C; Средняя летняя температура +21,2 °C. Среднегодовое количество осадков составляет 320 мм.

## Инфраструктура
ООО «Соль-Илецкагропромэнерго»

## Транспорт
Проходит автотрасса Соль-Илецк — Саратовка. Остановка общественного транспорта «Зелёный Клин».
В пешей доступности железнодорожная станция Илецк Второй на линии Илецк-1 — станция Маячная.  